# Комерс, Эмануэль Генрих
Барон Эмануэль Генрих Комерс фон Линденбах (нем. Emanuel Heinrich Komers; 20 декабря 1810, Гумполец, Австрийская империя — 18 января 1889, Жаки ,Австро-Венгрия (ныне район Кутна-Гора, Среднечешского края Чешской Республики) — австрийский политик, государственный деятель, министр юстиции Австрийской империи и Цислейтании (27 июля 1865 — 27 июня 1867). Председатель верховного суда Австрийской империи (1867—1871).

## Биография
Представитель аристократической семьи. Брат экономиста Антона Эмануэля Комерса (1814—1893).
Поступил на государственную службу в 1832 году. С 1849 года служил в юридической комиссии Национального германского военного министерства во Франкфурте-на-Майне. С 1850 года — в гражданском правительстве в Богемии. В 1854 году был назначен председателем провинциального суда в Буде, в 1861 году — вице-президент провинциального суда в Праге. В 1863 году возглавил суд в Кракове.
В 1865—1867 годах занимал пост министра юстиции Австрийской империи и Цислейтании
После отставки был председателем Высшего суда империи. Вышел на пенсию в 1871 году и поселился во Львове. В 1869 году ему был присвоен титул барона.